# Mali (Präfektur)

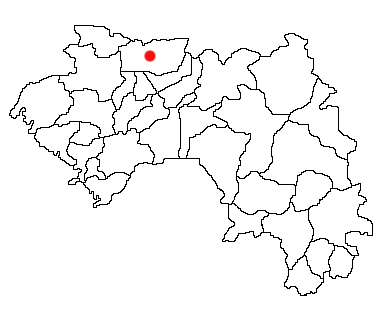
Lage von Stadt und Präfektur Mali in Guinea

Mali ist eine Präfektur in der Region Labé in Guinea mit etwa 245.000 Einwohnern. Wie alle guineischen Präfekturen ist sie nach ihrer Hauptstadt, Mali, benannt.

## Geographie
Die Präfektur liegt im Norden des Landes im Bergland von Fouta Djallon. Sie grenzt an das Land Mali und an den Senegal und umfasst eine Fläche von 8.800 km².